# Oh!
Oh! – drugi album studyjny południowokoreańskiej grupy Girls’ Generation, wydany 28 stycznia 2010 roku przez wytwórnię SM Entertainment. Osiągnął 1 pozycję na listach przebojów w Korei Południowej.
Album został wydany ponownie 22 marca 2010 roku pod nowym tytułem Run Devil Run. Singel Run Devil Run promował ten album. Album Oh! sprzedał się w nakładzie 235 877 egzemplarzy, a Run Devil Run w nakładzie 182 295 egzemplarzy (stan na rok 2014).

## Lista utworów

### Oh!
| Oh! | Oh! | Oh!                          | Oh! | Oh!     |
| Nr  | Tytuł utworu | Słowa                        | Muzyka | Długość |
| --- | --- | ---------------------------- | --- | ------- |
| 1.  | „Oh!” | Kim Yeong-hoo, Kim Jeong-bae | Kenzie | 3:08    |
| 2.  | „Show! Show! Show!” | Kim Bu-min                   | Hitchhiker | 3:38    |
| 3.  | „Ppeon & Fun (Sweet Talking Baby)” (kor. 뻔 & Fun (Sweet Talking Baby))                                                      | Song Jae-won                 | Double J Show | 3:30    |
| 4.  | „Forever” (kor. 영원히 너와 꿈꾸고 싶다 Yeongwonhi neowa kkumkkugo sipda)                                                    | Kim Jin-hwan                 | Kim Jin-hwan | 4:29    |
| 5.  | „Utja (Be Happy)” (kor. 웃자 (Be Happy))                                                                                     | E-Tribe                      | E-Tribe, J-STA, Gong Hyun-sik                                                                                              | 3:30    |
| 6.  | „Hwaseongin baireoseu (Boys & Girls)” (kor. 화성인 바이러스 (Boys & Girls)) (feat. Key z Shinee)                             | Hwang Chan-hee, Jo Eun-hee   | Hwang Chan-hee, Park Jun-ho                                                                                                | 3:45    |
| 7.  | „Karamel keopi (Talk To Me)” (kor. 카라멜 커피 (Talk To Me)) (duet Jessica&Tiffany))                                         | Machan Taylor, Kim Hee-won   | Machan Taylor | 3:26    |
| 8.  | „Star Star Star (☆★☆)” (kor. 별별별 Byeol Byeol Byeol (☆★☆)))                                                                | E-Tribe                      | E-Tribe, Go Myung-jae | 4:29    |
| 9.  | „Mujogeon haepiending (Stick Wit U)” (kor. 무조건 해피엔딩 (Stick Wit U))                                                    | Lee Jae-myoung               | Lee Jae-myoung | 2:46    |
| 10. | „Joheun ilman saenggakhagi (Day by Day)” (kor. „좋은 일만 생각하기 (Day by Day)) (Taeyeon, Jessica, Tiffany, Seohyun, Sunny) | Yoo Young-suk                | Yoo Young-suk, MIHO | 3:50    |
| 11. | „Gee” (Bonus Track) | E-Tribe                      | E-Tribe | 3:20    |
| 12. | „Tell Me Your Wish (Genie)” (kor. 소원을 말해봐 Sowoneul malhaebwa (Genie)) (Bonus Track))                                   | Yoo Young-jin                | Harambasic, Nermin/Jenssen, Robin/Svendsen, Ronny/Wik, Anne Judith/ Schjoldan, Fridolin Nordso, Yoo Young-jin, Yoo Han-jin | 3:49    |
|     | |                              | | 43:40   |

### Run Devil Run
| Run Devil Run (re-package) | Run Devil Run (re-package)                                                                                                   | Run Devil Run (re-package)   | Run Devil Run (re-package)                                                                                                 | Run Devil Run (re-package) |
| Nr                         | Tytuł utworu | Słowa                        | Muzyka | Długość                    |
| -------------------------- | --- | ---------------------------- | --- | -------------------------- |
| 1.                         | „Run Devil Run” | Hong Ji-yoo                  | Busbee, Alex James, Kalle Engstrom                                                                                         | 3:21                       |
| 2.                         | „Oh!” | Kim Yeong-hoo, Kim Jeong-bae | Kenzie | 3:11                       |
| 3.                         | „Echo” | Tae Hun                      | Thomas Troelsen, Mikkel Sigvardt, Lucas Secon                                                                              | 3:30                       |
| 4.                         | „Star Star Star (☆★☆)” (kor. 별별별 Byeol Byeol Byeol (☆★☆)) (Acoustic R&B Ver.)                                             | E-Tribe                      | E-Tribe | 4:28                       |
| 5.                         | „Show! Show! Show!” | Kim Bu-min                   | Hitchhiker | 3:41                       |
| 6.                         | „Ppeon & Fun (Sweet Talking Baby)” (kor. 뻔 & Fun (Sweet Talking Baby))                                                      | Song Jae-won                 | Double J Show | 3:33                       |
| 7.                         | „Forever” (kor. 영원히 너와 꿈꾸고 싶다 Yeongwonhi neowa kkumkkugo sipda)                                                    | Kim Jin-hwan                 | Kim Jin-hwan | 4:32                       |
| 8.                         | „Utja (Be Happy)” (kor. 웃자 (Be Happy))                                                                                     | E-Tribe                      | E-Tribe, J-STA, Gong Hyun-sik                                                                                              | 3:33                       |
| 9.                         | „Hwaseongin baireoseu (Boys & Girls)” (kor. 화성인 바이러스 (Boys & Girls)) (feat. Key z Shinee)                             | Hwang Chan-hee, Jo Eun-hee   | Hwang Chan-hee, Park Jun-ho                                                                                                | 3:48                       |
| 10.                        | „Karamel keopi (Talk To Me)” (kor. 카라멜 커피 (Talk To Me)) (duet Jessica&Tiffany))                                         | Machan Taylor, Kim Hee-won   | Machan Taylor | 3:29                       |
| 11.                        | „Star Star Star (☆★☆)” (kor. 별별별 Byeol Byeol Byeol (☆★☆)))                                                                | E-Tribe                      | E-Tribe, Go Myung-jae | 4:32                       |
| 12.                        | „Mujogeon haepiending (Stick Wit U)” (kor. 무조건 해피엔딩 (Stick Wit U))                                                    | Lee Jae-myoung               | Lee Jae-myoung | 2:49                       |
| 13.                        | „Joheun ilman saenggakhagi (Day by Day)” (kor. „좋은 일만 생각하기 (Day by Day)) (Taeyeon, Jessica, Tiffany, Seohyun, Sunny) | Yoo Young-suk, MIHO          | Yoo Young-suk | 3:53                       |
| 14.                        | „Gee” (Bonus Track) | E-Tribe                      | E-Tribe | 3:23                       |
| 15.                        | „Tell Me Your Wish (Genie)” (kor. 소원을 말해봐 Sowoneul malhaebwa (Genie)) (Bonus Track)                                    | Yoo Young-jin                | Harambasic, Nermin/Jenssen, Robin/Svendsen, Ronny/Wik, Anne Judith/ Schjoldan, Fridolin Nordso, Yoo Young-jin, Yoo Han-jin | 3:52                       |
|                            | |                              | | 55:35                      |

## Notowania
| Oh!                             | Oh!     | Run Devil Run                   | Run Devil Run |
| Lista                           | Pozycja | Lista                           | Pozycja       |
| ------------------------------- | ------- | ------------------------------- | ------------- |
| Gaon Weekly Albums Chart        | 1       | Gaon Weekly Albums Chart        | 2             |
| Gaon Monthly Albums Chart       | 1       | Gaon Monthly Albums Chart       | 1             |
| Gaon Yearly Albums Chart (2010) | 2       | Gaon Yearly Albums Chart (2010) | 4             |
| Gaon Yearly Albums Chart (2011) | 76      | Gaon Yearly Albums Chart (2011) | 44            |

## Nagrody
- 25th Golden Disk Awards: Disk Bonsang Award[12]
- 25th Golden Disk Awards: Disk Daesang Award[12]